# Gridcoin
Gridcoin est un protocole open source utilisant la technologie Blockchain. C'est aussi une crypto-monnaie ou monnaie électronique de la même manière que le Bitcoin. Gridcoin a officiellement été lancé le 16 octobre 2013 par Rob Halford, concepteur et développeur de l'application. Comme pour la grande majorité des crypto-monnaies, le Gridcoin fonctionne sans l'intervention d'une organisation tierce.  
La principale caractéristique de Gridcoin est son algorithme de preuve de recherche (POR) en lien avec BOINC (Berkeley Open Infrastructure for Network Computing). Ce protocole rémunère les utilisateurs du réseau lorsqu'ils ont complété une tâche informatique complexe donnée par BOINC, la récompense étant un jeton cryptographique, le Gridcoin (GRC). BOINC maintient un certain nombre de projets scientifiques nécessitant une capacité de calcul importante mais n'ayant pas les moyens financiers d'utiliser un supercalculateur.[réf. nécessaire]
La plupart des projets recensés sont des projets de recherche, notamment sur le cancer, de nouveaux médicaments, la physique des hautes énergies, le contrôle des maladies ou le réchauffement climatique. Cependant, des projets non scientifiques comme le traitement de rendu graphique ou le data mining sont aussi accessibles à travers le réseau BOINC.

## Caractéristiques
BOINC est une plateforme de calcul distribué qui permet de gérer des projets de calcul sur la base du volontariat. Chaque utilisateur peut choisir à quel projet il souhaite accorder une partie de la capacité de calcul de son ordinateur. Gridcoin utilise le réseau BOINC pour déterminer si la tâche a été calculée et rémunère l'utilisateur en fonction. Contrairement au Bitcoin qui est limité à 21 millions d'unités, le réseau Gridcoin a une inflation fixée à environ 3 %.

## Preuve de travail
La première génération de crypto-monnaie utilise le concept de preuve de travail : chaque utilisateur du réseau doit trouver la fonction de hachage, un chiffrement dont la difficulté peut être ajustée en fonction du nombre de transactions et du nombre d'utilisateurs dans le réseau pendant le bloc précédent. Cependant, ce mode de preuve requiert des quantités importantes d'énergie ,. 

## Preuve de participation
La preuve de participation ou preuve d'enjeu (POS) permet de valider certains blocs en prouvant la possession d'une certaine quantité de monnaie. Gridcoin utilise une preuve de participation inspirée de la monnaie Blackcoin ,,.

## Preuve de recherche
L'algorithme de rémunération de Gridcoin, appelé "Preuve de Recherche" ou "Proof-of-Research", est un système hybride entre la preuve de travail "Proof-of-Work" (POW) et la preuve de participation "Proof-of-Stake".
Le système de preuve de participation fait qu'il n'est pas possible de miner des Gridcoins sans avoir déjà des Gridcoins dans son portefeuille. L'aide à la communauté est donc nécessaire pour obtenir ses premiers Gridcoin, par le biais de "robinets" (faucet) ou de demande à la communauté.